# Fabinho (ur. 1977)
Fabio Trindade da Silveira (ur. 26 maja 1977 w Pantedo Grande) – brazylijski piłkarz występujący na pozycji napastnika.
W pierwszej lidze duńskiej rozegrał 71 spotkań i zdobył 10 bramek.